# Elsholtzia flava
Elsholtzia flava là một loài thực vật có hoa trong họ Hoa môi. Loài này được (Benth.) Benth. mô tả khoa học đầu tiên năm 1833.